# هنک اشتاینبرگ
هنک اشتاینبرگ (انگلیسی: Hank Steinberg؛ زادهٔ ۱۹ نوامبر ۱۹۶۹) تهیه‌کننده تلویزیونی، فیلم‌نامه‌نویس، کارگردان، و شورانر آمریکایی است. او از سال ۱۹۹۶ میلادی تاکنون مشغول فعالیت بوده‌است و از فیلم‌ها و مجموعه‌های تلویزیونی او می‌توان به برای زندگی اشاره کرد.